# Michel Hamaide
Pour les articles homonymes, voir Hamaide.
Michel Hamaide, né le 3 septembre 1936 à Paris (Seine) et mort le 26 octobre 2017 à Toulon (Var), est un homme politique français.

## Détail des fonctions et des mandats
Mandat parlementaire
- 30 septembre 1986 - 14 mai 1988 : Député du Var